# Communauté de communes de la Vallée de la Bruche
Die Communauté de communes de la Vallée de la Bruche ist ein französischer Gemeindeverband mit der Rechtsform einer Communauté de communes im Département Bas-Rhin in der Region Grand Est. Sie wurde am 29. Dezember 1999 gegründet und besteht aus 26 Gemeinden. Der Verwaltungssitz befindet sich im Ort Schirmeck. Der Name bezieht sich auf den Fluss Bruche, in dessen Umgebung die Gemeinden liegen.

## Historische Entwicklung
Der Gemeindeverband wurde ursprünglich unter dem Namen Communauté de communes de la Haute-Bruche gegründet. Im Jahr 2012 erfolgte die Umbenennung auf die aktuelle Bezeichnung.

## Mitgliedsgemeinden
| Gemeinde                                         | Einwohner 1. Januar 2022 | Fläche km² | Dichte Einw./km² | Code INSEE | Postleitzahl |
| ------------------------------------------------ | ------------------------ | ---------- | ---------------- | ---------- | ------------ |
| Barembach                                        | 826                      | 9,92       | 83               | 67020      | 67130        |
| Bellefosse                                       | 170                      | 7,34       | 23               | 67026      | 67130        |
| Belmont                                          | 173                      | 10,34      | 17               | 67027      | 67130        |
| Blancherupt                                      | 31                       | 2,65       | 12               | 67050      | 67130        |
| Bourg-Bruche                                     | 381                      | 15,02      | 25               | 67059      | 67420        |
| Colroy-la-Roche                                  | 471                      | 8,18       | 58               | 67076      | 67420        |
| Fouday                                           | 358                      | 2,05       | 175              | 67144      | 67130        |
| Grandfontaine                                    | 384                      | 39,52      | 10               | 67165      | 67130        |
| La Broque                                        | 2.595                    | 23,07      | 112              | 67066      | 67130, 67570 |
| Lutzelhouse                                      | 1.907                    | 28,58      | 67               | 67276      | 67130        |
| Muhlbach-sur-Bruche                              | 643                      | 8,38       | 77               | 67306      | 67130        |
| Natzwiller                                       | 528                      | 7,29       | 72               | 67314      | 67130        |
| Neuviller-la-Roche                               | 328                      | 9,19       | 36               | 67321      | 67130        |
| Plaine                                           | 982                      | 22,84      | 43               | 67377      | 67420        |
| Ranrupt                                          | 303                      | 14,68      | 21               | 67384      | 67420        |
| Rothau                                           | 1.491                    | 3,88       | 384              | 67414      | 67570        |
| Russ                                             | 1.237                    | 11,55      | 107              | 67420      | 67130        |
| Saales                                           | 827                      | 9,88       | 84               | 67421      | 67420        |
| Saint-Blaise-la-Roche                            | 246                      | 2,39       | 103              | 67424      | 67420        |
| Saulxures                                        | 497                      | 12,84      | 39               | 67436      | 67420        |
| Schirmeck                                        | 2.107                    | 11,42      | 185              | 67448      | 67130        |
| Solbach                                          | 102                      | 2,79       | 37               | 67470      | 67440        |
| Urmatt                                           | 1.448                    | 13,83      | 105              | 67500      | 67280        |
| Waldersbach                                      | 123                      | 3,37       | 36               | 67513      | 67130        |
| Wildersbach                                      | 284                      | 3,30       | 86               | 67531      | 67130        |
| Wisches                                          | 2.073                    | 19,25      | 108              | 67543      | 67130        |
| Communauté de communes de la Vallée de la Bruche | 20.517                   | 303,55     | 68               | –          | –            |